# 여흥초등학교
여흥초등학교는 경기도 여주시 상동에 있는 공립 초등학교이다.
- 1965. 10. 27 여흥국민학교 인가
- 1966. 03. 01 여주국민학교에서 분리 개교
- 1974. 03. 01 특수학급 1학급 개설
- 1981. 03. 01 병설유치원 1학급 개설
- 1991. 12. 01 21개 교실 개축
- 1996. 03. 01 여흥초등학교로 교명 개칭
- 1997. 03. 01 병설유치원 1학급 증설
- 2011. 03. 01 제16대 윤영택 교장선생님 부임
- 2013. 02. 15 제44회 졸업
- 2013. 03. 01 초등 28학급, 특수 2학급, 병설유치원 4학급 편성
- 2013. 10. 06 급식실준공 1층 조리실 2층 500m 규모로 신축
- 2014. 02. 14 제45회 졸업
- 2014. 03. 01 초등31학급, 특수 2학급, 병설유치원 4학급 편성
- 2015. 02. 13 제46회 졸업식(남58, 여74, 계 132명)
- 2015. 03. 01 제17대 윤영택 교장선생님 부임
- 2015. 03. 01 32학급 편성(특수학급 2학급, 병설유치원 4학급 편성)